# Warhammer 40.000
Warhammer 40.000 (conegut també com a Warhammer 40K, WH40K) és un joc de taula d'estratègia amb miniatures d'ambientació futurista desenvolupat i comercialitzat per l'empresa britànica Games Workshop. Està basat en un altre joc anterior, anomenat oficialment "Warhammer Fantasy Battle" (o simplement "Warhammer Fantasy", o "Warhammer"), que compta amb una ambientació medieval-fantàstica, més pròpia dels jocs de rol clàssics (com Dungeons & Dragons) igual que en la literatura del mateix gènere. Malgrat, en certa manera, compartir el caràcter èpic i fantàstic amb el seu predecessor, les miniatures són d'aspecte futurista (propi de la ciència-ficció), i es troba ambientat en un univers apocalíptic neo-gòtic fictici, cronològicament situat en el 41è mil·lenni. Si bé és probable que en el moment del naixement d'aquest joc les regles i altres aspectes del mateix fossin bastant similars a les de Warhammer Fantasy, les de la seva versió futurista han evolucionat de manera diferent, sent la consigna donar un ambient ombrívol i pessimista alhora que altament immers en temàtiques vinculades a la ciència-ficció, amb certs tocs lovecraftians.

## El concepte
Warhammer 40.000 està ambientat al 41è mil·lenni, una època en la qual l'Imperi Humà domina la galàxia, però és atacat per tots els fronts per diversos alienígenes i humans traïdors corromputs pel caos o rebels en pugna secessionista. L'Imperi Humà és un règim fonamentalista religiós en el qual l'Emperador (un antic heroi que va reunir a tots els humans de la galàxia sota un sol govern després de la Gran Croada), és considerat l'únic déu de la Humanitat. Malgrat estar mortalment ferit s'ha mantingut en vida durant gairebé deu mil anys a la capital de l'Imperi de la Humanitat, Terra, gràcies a l'arcaica maquinària del Tron Daurat. En la seva tasca de mantenir l'Imperi unit enfront de les constants amenaces, l'Emperador es veu assistit per diferents institucions, la més destacable d'aquestes és la dels Marines Espacials, monjos guerrers que lluiten en el nom del Déu-Emperador de la Humanitat. A més dels Marines Espacials, existeixen altres cossos com la Guàrdia Imperial, l'Armada Imperial, les Forces de la Inquisició i l'Adeptus Mechanicus, sent aquests últims els homes de ciència de l'Imperi.

## L'empresa
El joc està editat per la companyia Games Workshop, una multinacional amb seu en Nottingham, des d'on exporten aquest joc. La companyia s'encarrega tant del disseny i manteniment d'aquest, així com de la creació, disseny (destacant-se la col·laboració de Juan Díaz com eminent miniaturista espanyol), i manufactura de les diferents miniatures amb les quals es formen els diversos exèrcits. També s'esforcen per difondre el hobby entre la població mitjançant torneigs, convencions, reunions, etc. Sovint es pot trobar botigues independents de maquetisme que comercialitzin les miniatures i complements necessaris per a practicar el joc, encara que no obstant això, les botigues oficials persegueixen que el client potencial passi el major temps possible en aquesta per augmentar la seva afició al joc, i per això s'esforcen a mantenir la seva atenció viva en el mateix organitzant diversos tornejos, campanyes, iniciacions, tallers de pintura, concursos i diverses activitats relacionades. Existeixen diverses races o exèrcits amb els quals cada jugador pot jugar. A banda de l'adquisició del reglament del joc, es fa imprescindible la compra d'un còdex de l'exèrcit triat, on es detallen les característiques d'aquest. Després de comprendre les regles i llegir les característiques de l'exèrcit seleccionat, es troba l'activitat vinculada al passatemps del modelisme pròpiament, a saber: el disseny previ a la contesa d'unes tàctiques i estratègies, el disseny de l'exèrcit en funció de les anteriors, l'adquisició de les maquetes, el muntatge, conversió (és a dir, personalització) de les mateixes (fent normalment major èmfasi en les més rellevants i personals, com els generals), pintat i col·leccionisme d'aquestes, i desenvolupament de conteses. El passatemps requereix una actualització constant sobre la informació vinculada al mateix (sobretot en matèria de nous reglaments o petites reformes en certes regles preexistents, per mantenir-se en constant canvi al llarg del temps), per a la qual se sol acudir a certes botigues especialitzades en el tema (com les abans esmentades), o altres d'abast més general (usualment encarregades d'una sèrie activitats vinculades al col·leccionisme i els jocs, com les cartes col·leccionables, els jocs de rol, etc.), o bé adquirir una publicació oficial de l'empresa, la revista White Dwarf, que periòdicament actualitza als jugadors sobre les variacions sofertes pel joc. S'ha acusat a l'empresa de mantenir preus prohibitius per al públic objectiu (jove), un problema que s'accentua per la situació de monopoli que l'empresa es maneja i l'escàs del mercat de segona mà. Cal atendre al cost que suposa adquirir un exèrcit de grandària raonable (al voltant de 300 euros o més), inclòs el preu del reglament i pintures, per a comprendre l'origen d'aquestes crítiques. Enfront d'aquesta situació, una opció més còmoda és comprar el joc de computadora ambientat en el món del joc, d'estratègia en temps real, el qual ja té dues expansions (l'original incloïa la possibilitat d'utilitzar als exèrcits dels Marines Espacials, els Marines del Caos, els Eldars i els Orcs, la primera expansió va introduir a la Guàrdia Imperial i la segona als Tau i els Necrons), per tant es disposarà d'un total de 7 races a triar, cadascuna amb les seves tropes característiques i les seves pròpies estratègies. Després també està la secció dels nois de 'Eavy Metal, encarregats de pintar miniatures gairebé a la perfecció per a després exposar-les en esdeveniments o fotografiar-les per a les caixes de distribució, revistes, etc. En la revista oficial de Warhammer es pot llegir comentaris d'aquests nois sobre com pintar detalls, fer efectes de llum...

## Exèrcits[calcitació]
Cada exèrcit té les seves pròpies característiques, rerefons, aspecte, habilitats, regles especials, herois, etc. Tota aquesta informació s'agrupa per exèrcit, en els anomenats Codex (en llatí "còdex" o "compendio"). Les races i diferents tipus d'exèrcits, són les següents:

### Imperi de la humanitat

#### Guàrdia Imperial
Coneguts com El Martell de l'Emperador, la Guàrdia Imperial és l'organització més gran de la galàxia, constituint la primera línia de defensa contra els agressors de l'Imperi i els principals mantenidors de l'ordre dins d'aquest.
Aquest exèrcit està compost per grans quantitats de soldats de planetes locals que lluiten i donen fins al seu últim respir per defensar les seves llars. En la seva estructura d'acció tenen un aspecte que recorda en certa forma a les aguerrides tropes de Starship Troopers però també als exèrcits de la Segona Guerra Mundial, sobretot a les tropes alemanyes a causa de la simbologia de l'imperi (Águilas), i a la configuració dels seus estendards de guerra, molt similars als del Tercer Reich, encara que atès que la majoria de noms de la Guàrdia Imperial i de tot l'Imperi en general són en llatí; té més sentit pensar que podria ser una fantasiosa representació basada en un extremadament futurista Imperi Romà. En aparença externa varien molt unes d'unes altres, ja que cada regiment tendeix a tenir un marcat vincle amb el planeta del que provenen. La Guàrdia Imperial és el més semblant a un exèrcit modern, amb molta infanteria, tancs, artilleria, etc., però basat principalment en tàctiques i estratègies terrestres a l'estil de la Primera Guerra Mundial, sent notable la falta de tàctiques aèries (tenint en compte que existeix a més, l'Armada Imperial, la seva equivalent espacial, que ara pot jugar-se en l'Aeronàutica Imperialis). El principal avantatge del Martell de l'Emperador és la seva capacitat d'atac a distància, sent els mestres de la guerra mecanitzada, encara que disposen d'algunes unitats particulars en cas que hagin de realitzar un combat cos a cos. Enfront d'enemics alterats genèticament, alienígenes amb armadures quitinoses impenetrables, enemics l'art dels quals frega la bogeria, pot ser que la guàrdia imperial, armat cada soldat seu amb una simple armadura antifragmentació i un rifle làser, sembli simple carronya en la gran guerra de l'univers. No obstant això és molt fàcil identificar-se amb aquesta gent que lluita per la seva llar, motiu més meravellós que la sed de conquesta o el plaer de la batalla, i veure en això les qualitats dels veritables herois. Entre els regiments més famosos de la Guàrdia Imperial estan les Tropes de Xoc de Cadia, la Guàrdia De Ferro de Mordia, els Incursors del Desert de Tallarn, les Tropes Àrtiques de Valhalla, les Legions d'Acer d'Armagedón, els Veterans de Catachán, els Primers Nascuts Vostroyans o els Fantasmes de Gaunt, els alliberadors de Kronus. Aquests són alguns dels principals, però existeixen milers de regiments actius.

#### Marines Espacials
Els Marines Espacials són la més gran creació de l'Emperador, els guerrers d'elit de la raça humana. Armats amb les millors armes de l'Imperi, entrenats amb els mètodes més efectius i adoctrinats per a lluitar fins al final, aquests guerrers han estat modificats genèticament per a ser super-humans, llestos per a donar el seu talent i les seves vides per l'Emperador i l'Imperi. Els marines espacials són humans modificats genèticament a partir de la llavor genètica dels 20 primarcas creats per l'Emperador amb l'ajut de l'Adeptus Mechanicus a partir de l'ADN de si mateix. Durant el procés de creació, els vint primarques van ser dispersats per la galàxia pels déus del Caos que temien el seu poder. Arribaren a diferents planetes on van desenvolupar els seus pròpies característiques i personalitats singulars. Posteriorment, amb l'inici de la unificació de la raça humana durant la campanya de l'Emperador coneguda com "la Gran Creuada" tots els primarques van ser recuperats i llocs al comandament de les seves respectives legions inspirades en els seus propis gens, sumant en total vint legions de 10.000 homes cadascuna; no obstant això, i després dels terribles esdeveniments esdevinguts durant el conflicte conegut com "l'Heretgia d'Horus", les legions supervivents van ser dividides en capítols de 1.000 homes cadascuna. Els 9 capítols de la 1a fundació que van romandre lleials a l'Imperi són: Àngels Foscos, Àngels Sagnants, Ultramarines, Punys Imperials, Cicatrius Blanques, Mans de Ferro, Salamandres, Llops Espacials i la Guàrdia del Corb. Alguns dels capítols famosos són els següents:

#### Ultramarines
Un dels capítols més importants de l'Imperi, car va ser el seu líder, Roboute Gilliman, el qual va reestructurar l'Imperi després que l'Emperador hagués de ser instal·lat en el Tron Daurat, va crear els llocs dels Alts Senyors de la Terra que governen l'Imperi i va escriure el Codex Astartes pel qual es guien tots els Capítols de Marines Espacials. Els Ultramarines es caracteritzen per la seva habilitat estratègica i capacitat administrativa i una obediència fonamentalista del Codex Astartes, sent la desobediència del mateix motiu de càstigs extremadament severs o fer el passeig de la vergonya o ésser expulsat del capítol i que els manin cap a l'Ull del Terror a morir combatent o que els matin en Macragge. Són, a més, un dels capítols més il·lustres i amb més glòria dels capítols de la 1a Fundació. Són veterans de les guerres tirànides, i com a tals estan bastant preparats per a contrarestar a aquesta raça. A l'actual cronologia del joc el seu senyor és el noble Marneus Calgar. En els combats els ultramarines són bons tant cos a cos com a distància i tenen molta varietat d'artilleria al seu exèrcit fent-los forts i durs de rosegar.

#### Llops Espacials
Els Llops Espacials tenen un marcat aspecte viking. El seu rerefons té més que veure amb una banda de bàrbars herois que busquen la glòria i alguna cosa per a endur-se a la boca que amb sacerdots guerrers. Es divideixen en 13 Grans Companyies, cadascuna de les quals és dirigida per un Senyor Llop (el guerrer més respectat i poderós de la companyia), que deu respecte al Gran Llop, aquell que ocupa el lloc del Senyor dels Llops Espacials (conforme la cronologia del joc, és actualment Logan Grimmar). Els guerrers d'aquest capítol respecten la saviesa i l'edat, com fonts de coneixement i experiència, i la seva estructura interna i tàctica és totalment diferent de l'establerta pel Codex Astartes. El lloc de major honor és el de Guardià del Llop (custodis del Senyor Llop), ascendits els efectius a aquest nivell per mèrits en combat. Els Ullals Llargs són els guerrers de més edat i saviesa del Capítol que s'encarreguen de les armes pesants; els Caçadors Grisos són els guerrers ja temperats per anys de guerra; les tropes de xoc dels Llops Espacials són els Urpes Sagnants, categoria en la qual estan tots els Llops Espacials en entrar en el capítol, preferint el cos a cos com tàctica, abans que el combat a distància. Finalment estan els Exploradors Llop, guerrers de tendència solitària que al no encaixar amb els altres marines es dediquen a interferir després de les línies enemigues.

#### Àngels Sagnants
Els Àngels Sagnants són els més feroços dels Marines Espacials, ja que es veuen amenaçats per una sed de guerra i sang. Això es deu a una maledicció cridada Ràbia Negra produïda per l'assassinat a les mans de Horus del seu estimat capdavanter, Sanguinius; el seu crit de dolor va causar un trauma psíquic sobre les seves tropes, que encara ressona en les ments dels combatents més joves a través de visions de la seva tràgica mort. La Sang i la Mort estan molt presents en els seus rituals, i en un d'ells, abans de cada batalla, els Capellans passen entre els germans, per a identificar mostres de la Ràbia Negra. Si algun mostra algun símptoma, entra a formar part de la Companyia de la Mort, un grup de guerrers suïcides que, inundats pel dolor del seu Primarca, són insensibles al dolor i només pensen a matar. Malgrat tota la seva història fosca, hereten la bellesa de la seva Primarca, el gust per les obres belles i duradores, i una llarga vida (el seu actual líder de Capítol, Dante, té més de mil anys), i ressalten també per la seva humilitat. Tanmateix, pocs poden evitar estremir-se amb els crits de malson que surten de vegades de la base dels Àngels Sagnants, des de la torre d'Amareo, on els Àngels Sagnants reviuen una vegada i una altra la mort de Sanguinius.

#### Àngels Foscos
Els Àngels Foscos són un capítol que durant la Gran Herejía va dividir la seva lleialtat. Mentre la meitat de la Legió al comandament del seu Primarca Lion El´Jonson va ser a lluitar contra Horus, els quals es van quedar en el seu planeta natal, Caliban, es van veure dominats pel caos. AL retorn a Caliban dels quals havien partit, aquells insurrectes que es trobaven influïts per les forces del Caos, van atacar la flota en la qual retornaven. Mentre Lion El´Jonson lluitava contra el cap dels rebels, Luther, segon al comandament i millor amic del Primarca, la flota lleial bombardejava el planeta fins a reduir-lo a trossos. Un d'ells, anomenat la Roca, va ser adaptat amb gegantescs motors i ha esdevingut base d'operacions, empetitint a les naus més grans. Molts rebels van aconseguir escapar i 10000 anys després els Àngels Foscos no cessen en la seva persecució. Jonson va ser ferit de mort durant la batalla final contra Luther, encara que finalment va ser reclòs en un camp d'èxtasi (uns altres diuen que va ser traslladat a altre lloc pels Vigilants en la Foscor, unes criatures petites i invulnerables que poblen la Roca, i que tornarà en algun moment). Azrael, senyor del capítol, i posseïdor del títol honorífic de "Guardià de la Veritat", és el posseïdor últim d'aquest secret. El senyal característic d'aquest capítol, és un marcat caràcter monàstic a més d'un gran secretisme, i és destacable la seva tenaç resistència i obstinat comportament, que de vegades els duu a no retirar-se encara que les circumstàncies ho requereixin.

#### Inquisició
La Inquisició és una organització independent i autogovernada. Està estructurada en "curias" conegudes com a "Ordos". Existeixen Ordos molt diversos, normalment organitzats en les seccions que es divideix la galàxia (Segmentum). No obstant això, tots els inquisidors formen part al seu torn d'Ordos més amplis, tres majors i un nombre indeterminat de menors. Entre els majors, podem destacar:

##### Ordo Malleus
El Ordo Malleus (Ordre del Martell), el martell dels Dimonis i els cultistes del Caos, els caçadors de dimonis per excel·lència. La seva major força resideix en els Cavallers Grisos, una unitat especial de Marines Espacials amb armadures i armes antiabominació.

##### Ordo Hereticus
També coneguts com "els caçadors de bruixots", són la força inquisitorial més sinistra, destinada a netejar la presència dels heretges, els mutants i els bruixots (psíquics descontrolats), en l'interior de l'Imperi. Utilitzant els mètodes més foscs, localitzen i cacen sense pietat a heretges, sectaris i cultistes blasfems. La seva major força procedeix de les Germanes de Batalla, monges guerreres especialitzades en combat d'infanteria.

##### Ordo Xenos
Són el vessant més estudiós de la Inquisició, ja que s'encarreguen d'analitzar i descobrir els secrets i debilitats de les races alienígenes que poblen la galàxia. Els Guardians de la Mort són el braç armat d'aquest Ordo.

### Marines Espacials del Caos
Algun dia van ser marines espacials lleials a l'Imperi, però el segon al comandament de l'Emperador, Horus, en el 31è mil·lenni es va rebel·lar i l'Imperi amb prou feines va assolir suportar la terrible guerra civil deslligada durant el conflicte que rep el nom del seu instigador (la Herejía de Horus), en la qual la mateixa Terra (capital de l'Imperi) va ser assetjada en una batalla de proporcions èpiques que va estar a punt d'acabar en la victòria absoluta del Caos. No obstant això, l'Emperador i les seves tropes van assolir derrotar els traïdors matant al sediciós Horus, havent de pagar un preu molt car en el procés: quedar ferit de mort i els seus exèrcits terriblement delmats. Els supervivents de les forces rebels es van exiliar en el sector estel·lar conegut com l'Ull del Terror, una interrupció espaciotemporal on la realitat es barreja amb el regne del Caos, des d'allí els Marines renegats, aliats als quatre déus del Caos (Khorne, Nurgle, Slanesh i Tzeentch), segueixen hostilitzant a l'Imperi en croades sacrílegues i promovent la herejía i rebel·lió per tot l'Imperi. Els Marines del Caos tenen accés a poderoses entitats demoníaques fruit dels seus pactes secrets amb els poders foscs, a més de capacitats infernals atorgades pel caos. Molts dels Marines del Caos mutant de forma monstruosa a causa de l'exposició a la disformitat. Les 9 grans legions de la 1a fundació que es van rendir al caos van anar: Fills de Horus (actual Legió Negra), Guerrers de Ferro, Legió Alfa, Portadors de la Paraula, Amos de la Nit, Devoradors de Mons, Mil Fills, Guàrdia de la Mort i Fills de l'Emperador.
Els quatre Déus del Caos són enemics però per combatre qualsevol enemic i guanyar territori o reputació són capaços de cooperar sempre que sigui necessari. Estan en contínua lluita amb el Ordo Malleus que es dedica a caçar dimonis, cosa que per al Caos és un maldecap bastant greu.
El deu de Khorne és el Déu més fort de tots els Déus del Caos i sempre venera a la sang, Nurgle el Déu de la putrefacció és un dels déus més didàcticts per pintar les seves miniatures ja qpue permeten molta barreja de pintures, els altres dos Déus se'n sap ben poca cosa, ja que tot està escrit al Codex dels Marines del Caos.

### Eldar
Els Eldar representen a les restes d'una raça que, quan els humans encara estaven en estat primitiu, dominava la galàxia. Van dur a la seva civilització al seu punt àlgid i es pensaven capaços de tot, però la seva decadència moral i cultural va donar existència al més jove dels déus del caos (Slaanesh, el príncep dels excessos), el qual en el seu naixement va produir una explosió galàctica que va aniquilar l'imperi dels eldar. Els quals ara són coneguts simplement com a eldar van ser els quals van assolir escapar del cataclisme en els seus enormes mons astronau i ara vaguen per les estrelles. Són poc nombrosos, i per això basen el seu atac en l'astúcia i l'endevinament psíquica més que en la força bruta. Els eldar són orgullosos i arrogants, més sensibles que els humans. També són una mica més fràgils però posseïxen una arcana tecnologia i armes de tir molt poderoses encara que de vegades portades per un únic tipus de tropa, resultant en tropes més especialitzades que requereixen una major habilitat estratègica. L'aspecte de les miniatures és estilitzat i orgànic, amb abundància de formes corbes, inspirat un poc en els grecs clàssics i amb un concepte místic que recorda a les cultures antigues del Japó o el Tibet. Els mons astronau suren completament aïllats en la immensitat de l'espai com si fossin joies disperses sobre un drap de vellut interminable. Cap estrella il·lumina les seves esveltes torres i, en estar allunyats de la calor de qualsevol sol o planeta, l'única cosa que contemplen les seves cúpules és la negror del buit espacial. Unes llums internes brillen com fòsfors a través de mamparos semitransparents i en el seu interior habiten els supervivents d'una civilització que van abandonar fa eons enmig d'una destrucció aterridora. Són els Eldars, una raça pràcticament extinta que no és més que l'últim vestigi d'un poble que antany podia destruir planetes i apagar sols sencers solament amb els seus somnis. Els Eldars disposen d'un exèrcit molt poderós, amb moltes esquadres de tropes centrades en una funció: els guerrers especialistes. Els seus vehicles són extremadament efectius (tots ells són gravitatoris) i estan molt bé artillados per a la seva grandària. Un exemple de món astronave poderós és Ulthwé, Alaitoc, Biel-tan o Shemag-taal.
Frases cèlebres
"Fins a les estrelles vivien i morien segons les nostres ordres antany, i tu t'atreveixes a oposar-te a nosaltres....". Vident Mirehn Biellann "No hi ha art més bell i divers que el de la mort". laconfir de Biel-tan

### Eldar Foscos
Són els eldars que van sobreviure a la caiguda que va arrasar la seva civilització. Mentre que els eldar dels mons astronau són equilibrats i harmoniosos, responent un poc al concepte romà, els seus cosins foscos es deixen dominar per l'excés, emulant les pràctiques que van dur a la primitiva caiguda de la seva civilització. Són cruels i despietats, amb una atmosfera de tribu urbana o sado-masoquista de punxes, cadenes i pells pàl·lides, i amb predominança de negres, púrpures, i tota classe de colors sinistres. Es dediquen a la pirateria al llarg de la galàxia i realitzen incursions llampec per a obtenir esclaus. Els Eldars foscs són com el reflex del que eren abans els eldars en la caiguda. Habiten en la Teranyina, en plena Disformitat, en el planeta Comorragh, un lloc on sempre és de nit i una boira espessa i fosca ho tapa tot. Els Eldars Foscs estan organitzats per Càbales. Els membres d'aquestes es protegeixen entre si enfront dels altres Eldars, però s'uneixen contra un enemic comú. Els senyors de les Càbales són denominats Arcontes, els quals esclavitzen de forma implacable als seus presoners per a després torturar-los.

### Necrons
Els necrons van ser unes de les primeres races a habitar la galàxia, però el seu sol malaltís els convertia en éssers de vida curta. Davant el temor a la mort van fer un pacte amb els antics déus estel·lars, coneguts com els C'tan, els quals els van brindar la immortalitat en cossos mecànics, però convertint-los en els seus esclaus per tota l'eternitat. Després de convertir-se en servidors dels C'tant els necrons van entrar en guerra amb els Ancestrals, creadors de diverses races en la galàxia. No obstant això, quan la vida en la Via Làctia es va veure minvada per la plaga dels Esclavitzants, van decidir ingressar en estasi i van romandre així durant els últims 60 milions d'anys. Actualment, malgrat tot, han estat despertats i dos dels quatre únics C'tan que queden (el Portador de la Nit i l'Entabanador) estan actius. Els necrones són un exèrcit relativament nou que s'ha caracteritzat per la poca varietat de tropes en els seus primers anys de vida, sent renovada la seva gamma de miniatures, la qual cosa els atorga un nou aspecte més misteriós i sinistre.

### Orcs
Còpia dels orcs tradicionals, el joc paral·lel Gorkamorka (lluites entre bandes orques en els deserts, dissenyat per Andy Chambers), va acabar per donar-los un aspecte tret clarament de les pel·lícules tipus Mad Max. És una raça eixelebrada i amant de la gresca, violenta per naturalesa, que no requereix molta estratègia i que és divertida de jugar. Tenen al seu costat als gretchins, paral·lelisme dels goblins clàssics. Els Orcs, liderats sota el comandament d'un poderós "kabdill" realitzen campanyes que són cridades per ells "Waaagh!". Els orcs podrien prendre el control de l'univers per simple qüestió numèrica, però el seu instint violent els fan tornar-se uns contra altres evitant una unió que d'altra forma aniquilaria a les altres races de Warhammer 40.000. Es diu que els orcs són més nombrosos que tots els humans de la galàxia i que si totes les tribus orques s'unissin sota el mateix estendard, la humanitat estaria perduda. El kabdill orc més poderós i famós de tots els temps és Ghazghkull Mag Uruk Thraka. Ghazghkull va llançar dos "Waaagh!" contra el planeta Armageddon (o "Arma-la-de-geddon" segons els pellsverds) i malgrat que va ser derrotat aquestes dues vegades, va assolir que Armageddon estigués infectat d'orcs per a sempre, malgrat els esforços conjunts de la guàrdia imperial i dels marines espacials. Cal destacar que a causa del seu nombre també posseïxen un potencial psíquic aclaparador: si ells creuen que un munt de ferralla acoblat a una central nuclear de dubtosa estabilitat va a funcionar, llavors funcionarà. Els orcs poden tenir una tecnologia endarrerida com els orcs salvatges, o poden tenir una tecnologia molt avançada com els "Bojoz per la velozitat".

### Tirànids
Guerrers alienígenes provinents d'altra galàxia i guiats per la Ment Eixam, una consciència superior que regeix i ordena a cada criatura de l'eixam, i que, es diu, és tal vegada la major ment de l'univers. Es destaquen per la seva enorme versatilitat, encara que enfocats al combat cos a cos. Actuen d'una manera semblant al d'un eixam d'insectes, en el qual preval la supervivència de l'eixam enfront de la de les criatures que ho componen. Les seves tropes lleugeres són sorprenentment veloces i extremadament nombroses. Criatures de grandària mitjana actuen com oficials d'exèrcit, transmetent les ordres i coordinant l'eixam, mentre enormes mastodonts orgànics que fan de tancs o comandants al mateix temps arrasen tot el que es troba al seu pas. AL ser una raça que evoluciona per a la guerra, l'exèrcit pot configurar-se com una horda imparable de petits horrors o com un grup de criatures monstruoses i terrorífiques. Contràriament als necrons, tot està viu en aquest exèrcit, incloent les armes i la munició, envaint planetes, devorant tota la seva biomassa i absorbint la seva informació genètica en el procés. En la història de la Galàxia en Warhammer 40K els tirànids envaïxen la galàxia en tres grans flotes, aquestes són Behemoth, Kraken i Leviathan. La Flota Eixam Behemoth va arribar a coneixement de l'Imperi a mitjan 745-M41 (data imperial), i va començar arrasant planetes-selva i estacions científiques disperses fins a arribar a Tyran, el primer planeta Imperial que van arrasar i pel qual prenen el seu nom. Van devastar també Thandros i es van endinsar en Ultramar, el feu del Capítol dels Ultramarines, i sobre la superfície de Macragge es va lliurar una batalla en la qual ambdós exèrcits van sofrir enormes pèrdues. No obstant això, els tirànids van ser rebutjats, i se'ls va donar per exterminats. La Flota Eixam Kraken va arribar uns 250 anys després de Behemoth. Després de la derrota de Macragge, els tirànids es creien extints, encara que mai va ser possible comprovar-lo. Però en tot el sector Ultima les rebel·lions i els aixecaments es van accentuar, promoguts per agents %

### Imperi Tau
Els Tau són humanoides de color gris blavós que manquen de nas (de fet, oloren amb la punta de la llengua i uns sensors situats en el paladar), d'alçària mitjana i de complexió normal, encara que són lleugerament més baixos que un humà mitjà. Són distingibles les seves cames, normals fins als genolls, però amb peülles en comptes de peus. La ideologia dels Tau és la unió pacífica per a obtenir entre tots un bé comú (Bé Suprem), dividint les seves societat en cinc Castes que treballen conjuntament: · Foc: la Casta de Foc la componen els guerrers més valerosos i forts de tota la raça. La seva missió és protegir les altres castes. Tenen una estricte codi d'honor, i prefereixen el combat a distància que el cos a cos. És la més gran de totes. · Terra: la Casta de la Terra és l'encarregada de construir les màquines, els aparells i les armes, així com aixecar edificis. Sense ella, les altres Castes no tindrien subministraments ni la tecnologia que fa dels tau una raça tan destacada. · Aigua: encarregats de les tasques diplomàtiques, els Tau de la Casta de l'Aigua estan formats principalment per buròcrates, polítics, comerciants, negociants i administradors. Algunes vegades serveixen per a realitzar negociacions entre races, per a evitar problemes. · Aire: els membres de la Casta de l'Aire eren antigament missatgers i correus, però amb l'avanç de la tecnologia, s'han convertit en pilots i altres que formen l'equivalent Tau de la Flota Imperial. Són els tripulants de les naus que permeten als Tau colonitzar noves terres. · Eteris: els eteris són els antics fundadors de les Castes i són els seus governants, els quals tenen un poder absolut sobre les altres castes. Són els més savis, i s'especula que tenen alguna espècie de poder basat en un estrany control psíquic. Els Kroot Aliats dels Tau, aquesta raça és molt primitiva, i són molt benvolguts pels Tau per la seva gran habilitat en el combat cos a cos. Els kroot tenen la sorprenent capacitat d'incorporar l'ADN de l'enemic al seu propi, pel que acostumen a menjar-se a l'enemic. Aquesta costum desagrada als Tau, però creuen que és un mal menor. Els kroot viuen en planetes no gaire allunyats dels clans Tau, i solen ser usats com tropes d'assalt pels comandants, que saben que la seva capacitat per a amagar-se i aprofitar la cobertura els fa excel·lents caçadors. Els Véspides Recentment trobats en sistemes planetaris, els Tau van admetre a aquesta raça per a la recerca del Bé Suprem. Tenen ales que els permeten desplaçar-se d'una lloc a un altre en poc temps, pel que poden ser útils en emboscades, bastant freqüents.

## Regles
El joc es desenvolupa per torns, començant per escollir un nombre de torns màxim a jugar. Abans d'una batalla s'ha d'acordar la grandària de cada exèrcit, que s'especifica en punts per a equilibrar forces. Una batalla usual de 2000 - 3000 punts amb jugadors entrenats i joc fluid pot durar una tarda, amb uns cinc torns. En cada torn es disposa d'un subtorn per a cada jugador, en el qual aquest ha de seguir, en ordre, una sèrie de passos definits per a controlar el seu exèrcit. En primer lloc es mouen les tropes de l'exèrcit que juga, després d'això s'efectuen els tirs pertinents i es realitzen combats cos a cos. El joc continua fins que s'acaben els torns acordats o s'arribi a un objectiu, segons especifiqui l'escenari jugat. Des d'una perspectiva temporal, les regles de Warhammer 40.000 han sofert una important transformació al llarg del temps. La primera edició, coneguda popularment com a "rogue trader", era un joc d'escaramusses on els exèrcits rares vegades comptaven amb més de 16 miniatures. En aquesta època, l'avui tan expandida i desenvolupada faramalla del joc, funcionava amb tal precarietat, que donada l'escassesa de vehicles en miniatura, existia un sistema de creació de vehicles propis. Les miniatures de cada raça no tenien equipament molt bé diferenciat, en el sentit que molts elements, com armes o específicament motocicletes a reacció podien ser utilitzats per més d'una raça (com els eldar i els marines). La segona edició, augmentava la grandària del joc al que es podria cridar nivell de companyia de tropes, encara que, no obstant això, un exèrcit de marines de 1.500 punts era molt petit, i el joc tendia a afavoria als personatges i poders psíquics (gràcies a les regles establertes en el suplement "mil·lenni sinistre"). En aquesta edició, és també destacable l'aparició dels còdexs especialitzats en els exèrcits de les diferents races. La tercera edició, suposa el pas a un veritable nivell d'exèrcit i la volta a miniatures de plàstic multicomponent com tropa bàsica. La nova edició, permetia disposar de més tropes i un joc més ràpid i dinàmic (encara que molts es van queixar de la pèrdua de poder dels personatges i vehicles), així com de milers de noves miniatures i esquemes de pintat més realistes i uniformes. La quarta edició continua en la línia de l'anterior. En la transició, s'havien inclòs conceptes com el combat urbà i s'havien revisat exèrcits com els tirànids i els marines d'ambdós bàndols, agregant nous capítols i mantenint els clàssics preexistents (com els cavallers grisos).

## Qui és bo i qui dolent?
Parlar de bons i dolents respecte a Warhammer 40.000 és erroni. Igual que ocorre en el nostre món, aquests conceptes tendeixen a ser relativitzats en la pràctica de la vida de les nacions. Justifica la fi els mitjans? així sembla en l'Imperi, on milers són sacrificats cada dia en el tron daurat. Si bé sense aquest sacrifici l'emperador no podria defensar a la humanitat enfront del caos i els viatges espacials no serien possibles, és lícit segar milers de vides per a salvar altres?, les regles socials van ser creades per a salvaguardar el bé de l'individu o el del grup?; aquestes i diverses preguntes han estat plantejades en reiterades oportunitats per diversos jugadors (tant inicials com experimentats), a fi d'intentar desentranyar la veritable essència de cada raça existent en el joc. Aquest tema de discussió (tractat moltes vegades directament o indirecta sobre Warhammer 40.000), després de gestar diverses crítiques i anàlisis pel que fa a les faccions del joc, va donar origen a una escala de valors en la qual usualment els Tau estan al capdavant. Com abans s'ha dit, si bé no és exacte parlar de civilitzacions 100% positives o negatives, el plantejar una llista escalonada basada en criteris que els mateixos jugadors de Warhammer han pres en compte (responent al clixé de "bons i dolents"), pot ser de gran ajuda per als iniciats en el joc, que, no trobant-se familiaritzats amb l'univers descrit, puguin llavors obtenir una idea general sobre les faccions que ho componen.

### Escala de valors

#### Primer: Tau
Usualment són vists com la raça més optimista i menys agressiva del joc. Molts han arribat a donar-los el nom de "Comunistes Espacials" en virtut del caràcter que les propostes i pautes de coexistència que aquesta facció sosté. Potser l'element positiu més destacable dels Tau sigui que, a diferència de les altres races, solen donar una oportunitat als seus adversaris per a claudicar en les seves anteriors aspiracions, i unir-se'ls en la recerca del "Bé Suprem" (d'allí que no siguin considerats obertament hostils), malgrat que enfront d'una negativa a portar a terme al seu projecte, no dubtin aquests a fer ús de la força armada contra els opositors (arribant en alguns casos al total i complet extermini de qui obstaculitzen els seus objectius). Enfront del pregonat afany pacifista i unificador dels Tau, s'imposa l'eterna confrontació contra les forces del Caos. En aquesta controvèrsia és on no queda clar si els defensors del Bé Suprem, estarien en condicions de plantar cara als poders ruïnosos del Caos, en cas d'assolir expandir prou el seu imperi com per a arribar fins a les vores de l'Ull del Terror (prenent així a coll una important fracció de les tasques defensives realitzades per l'Imperi diàriament, mantenint a ratlla a les forces caòtiques).

#### Segon: eldar
Apareixent en general com els segons en l'escala de valors de moltes llistes similars, els eldar es guanyen l'estima de qui juguen Warhammer, per la seva consideració enfront de la seva pròpia gent, així com pels seus esforços destinats a protegir la galàxia. Aquesta marcada conducta descrita es contraposa tangencialment amb la brutalitat de la qual es valen per a complir els seus objectius, malgrat la saviesa i mesura que la persecució per la seguretat comuna aparentessin. Pel que sembla, aquesta raça continua sofrint els efectes del seu més greu defecte: l'orgull. En la seva lluita contra els poders del Caos, tendeixen a passar per alt a les altres races, acabant per provocar massacres al llarg de la galàxia; és exemple palès d'aquest actuar brusc i imprudent l'haver estat el punt determinant en la creació de l'Ull del Terror, així com del necessari poder per part dels déus del Caos, que els permetés iniciar les guerres contra l'Imperi. No obstant això l'esmentat, s'han registrat certes excepcions en les quals es va assolir un important grau de col·laboració entre eldars i humans, sobre certes qüestions inherents a ambdues faccions. En l'incident del planeta Tallarn, o en certs episodis de la campanya vista en el joc de computadora Warhammer 40.000: Dawn of War: Winter Assault, que per descomptat no van deixar d'estar eminentment motivats en principis de neta supervivència de la raça eldar, més que en certa classe d'esperit col·laboracionista. Dintre de l'univers paral·lel de Warhammer Fantasy, s'ha observat que en certes circumstàncies crucials va ser possible el concebre aliances entre elfs i humans, destinades a aixafar la imminent amenaça comuna. Pesi l'anterior, semblés no ser aquesta la regla comuna en l'univers de Warhammer.

#### Tercer: Imperi
El punt gris en l'escala de molts, l'Imperi de la Humanitat (regit pel Déu-Emperador de la Humanitat) és vist usualment com l'última línia defensiva de la humanitat enfront dels horrors del Caos, i no obstant això també, com un reflex de totes les tiranies, dictadures i errors que l'home ha comès al llarg de la història. És prova fidel de tal conducta, la manera que els guàrdies imperials són usats com a carn de canó en combats a mort contra els horrors de la disformitat i races alienígenes, la Inquisició purga planetes sencers en pro de la puresa de la lleialtat i la Eclesiarquia oprimeix i espanta a una raça humana que solament viu per al treball. Enfront d'aquestes acusacions de despòtic absolutisme, els defensors de l'statu quo Imperial sostenen que la manera que el mateix es conduïx respon a una necessitat vital de subsistència per part de la raça humana, que de procedir de manera diferent de la que l'Imperi aplica, acabaria irremeiablement en l'extinció de l'espècie a les mans dels seus més nefasts enemics. Els partidaris d'aquesta posició, argumenten que les guerres lliurades per l'Imperi són generalment de caràcter defensiu, o encaminades a destruir una clara amenaça contra els habitants de l'Imperi. Orcs, Caos, Tirànids, Necrons, eldars i eldars foscs, encapçalen la innumerable llista d'enemics, contra els quals l'Imperi ha de batallar, i en molts casos, disposant tan sols de mal equipades i delmades unitats d'infanteria. L'haver d'afrontar aquells terribles horrors de la disformitat o d'origen alienígena, fa pensar a molts jugadors que les fins perseguides per l'Imperi, justifiquen àmpliament els mitjans emprats per a aconseguir-los, estant en joc no ja la supervivència d'un sistema polític, sinó la humanitat sencera. Una mica semblant s'observa en els casos de l'Eclesiarquia i la Inquisició. Igual que anteriorment, els defensors de l'Imperi sostenen que donada la situació profundament convulsionada de la galàxia, la unitat ideològica és l'única garantia per a sostenir l'existència mateixa de tot el grup. L'Eclesiarquia complix el paper de mantenir en ordre i funcionant la psique mateixa de l'Imperi, mentre que la Inquisició actua com els anticossos contra l'aparició d'agents patògens; tenint en compte els efectes terme mitjà que sol generar una rebel·lió en un planeta o un sistema (sobretot quan implica a les forces del Caos), és que els partidaris d'aquesta teoria justifiquen la conducta de l'Imperi i les seves respectives institucions. No obstant això l'anterior, i malgrat que la fi última de la Inquisició i la Eclesiarquia, és el de complir la voluntat de l'Emperador, i aquesta no és suposadament més que la d'assegurar la supervivència de la raça humana, els detractors consideren que no són més que excuses d'un poder autocràtic i despòtic per a mantenir als seus súbdits sumits en un constant terror a un omnipresent extermini i assolí així fer callar qualsevol ànim reformista, i possibilitar-li a l'Emperador mantenir de manera indefinida l'statu quo preexistent. Al marge de la controvèrsia establerta entre ambdues postures, queda per a ambdues parts en peus l'incert futur d'una humanitat en la qual tot impuls evolutiu és brutalment sufocat en pro de la seva unitat i supervivència. Potser és aquest el major risc de l'Imperi; amenaça que ja s'està complint des de fa segles i que paradoxalment, posa de debò en perill la subsistència d'una espècie que rendeix les seves més sagrades llibertats en defensa de la seva pròpia subsistència.

#### Quart: Orcs
Una vegada, una eldar va comentar que els orcs eren simplement víctimes de la seva naturalesa. A aquesta apreciació, cap sumar el fet que segons certes conjectures, es creu que els orcs no van ser producte de la casualitat, sinó d'un treball d'enginyeria genètica realitzat pels Ancestrals. Acceptant ambdues tesis, ens veuríem doncs davant una raça que si bé és capaç d'entaular accions pròpies de criatures racionals, no seria al cap i a l'últim més que una gegantesca màquina de matar ideada en l'antiquíssima lluita contra els necrons, concloent finalment que la responsabilitat moral sobre les accions dels orcs recauria sobre els seus creadors, els Ancestrals, i no els primers, car són incapaços fins i tot de comprendre el significat per a la paraula "pau".

#### 5è: Eldars Foscos
Comporten la cara més fosca i viciosa de la raça eldar. Constituint les reminiscències del que alguna vegada va ser aquesta espècie abans de la caiguda i el sorgiment de Slaanesh (recordant en molts aspectes a la raça dels homes-serp de Yig dels Mites de Cthulhu, el conegut cicle de literatura de terror fantàstic creat per H. P. Lovecraft), els eldars foscs van acabar per convertir-se en l'ombra d'aquella gran civilització que van ser els eldars originaris, corromputs per les majors glòries a les quals una civilització pot aspirar, fastiguejats fins a l'avorriment per la recerca de plaer, convertits en éssers que gaudeixen a esclavitzar i torturar a altres espècies per a satisfer els seus estancats sentits. No obstant això l'anterior, solen no ser col·locats en el graó més baix d'aquesta llista. Potser això es degui al fet que en el fons de la seva pròpia naturalesa decadent i totalment aliena a qualsevol classe de desig en pro del bé comú, no existeixi lloc per a aspirar a fins més altruistes, i tal situació els limiti en les seves accions i decisions (similar al cas dels orcs), sent més aviat una espècie de paràsits que van minvant la galàxia sense arribar a aniquilar la vida en ella, per no ser capaces d'aspirar a fins més "elevats".

#### Sisé: Tirànids
En certa forma els tirànids recorden als orcs pel que fa a ser víctimes de la seva naturalesa, no obstant això també hauríem de preguntar-nos són els tirànids són una raça pensant i reflexiva? la resposta fins ara sembla haver estat un no, si bé és clar que dintre de la mateixa raça tirànida hi ha una escala d'intel·ligència, aquesta sol sembla estar destinada a ser un sistema automatitzat de solució de problemes enterament pràctics i cap del tipus moral, en essència, els tirànids no disposarien de cap mena de moral, solament serien entitats que responen al voraç desig d'alimentar-se costi el que costi (fins i tot menyspreant la vida d'altres membres de l'eixam). Fins i tot en el cas que les remors sobre el Outsider, el déu C'tan que segons alguns aquesta darrere de la ment eixam, fos cert, això no implicaria en si molt, ja que és sabut que aquesta entitat va perdre el seny després d'haver-se dedicat a alimentar-se indiscriminadament dels membres de la seva pròpia raça, per tal estaria privada de realitzar raonaments, estaríem doncs davant una espècie a la qual no es pot jutjar èticament simple i planament perquè manca de suficient capacitat reflexiva per a arribar a pensaments abstractes que permetessin dilucidar qüestions morals.

#### Seté: Necrons
Els exterminadores de tota vida en la galàxia, éssers dominats per les terribles entitats espacials conegudes com els C'tan, però, són tan dolents els necrons? Originalment, els necrontyr eren una raça com qualsevol altra, potser la més semblant als humans, car la seva por a la mort és particularment manifest, pel que sembla la seva caiguda va ser el resultat de la negació dels Ancestrals a brindar-los la vida eterna, una mica que havien buscat amb particular afany doncs les seves existències tenien una durada risible a causa de viure en un planeta exposat a letals radiacions provinents de l'estrella en la qual orbitava. Cau en la pregunta si és possible que els necrontyr no haguessin portat a terme els seus plans d'aniquilació universal si els Ancestrals els haguessin concedit (si haguessin pogut) la immortalitat? La resposta sembla afirmativa, encara que el que van cometre després no pot haver estat a causa d'un impuls cec i irracional de destrucció, ja que és impossible explicar anys de destruccions i devastació només per un odi momentani. El resultat final per als necrontyr en aquest odi va ser la seva completa esclavització per part dels C'tan, els quals en definitiva i juntament amb els déus del Caos semblen ser encarnacions de tots els aspectes del comportament de les races amb sentiments, dintre d'aquest aspecte, resulta irònic que els necrontyr obtinguessin finalment el que buscaven, però en forma d'una maledicció eterna. Amb potents trets i brutals assalts, els necrons acaben amb qualsevol resistència.

#### Vuité: Caos
Els grans enemics de la humanitat i dels eldars, les forces del Caos són el mirall on es reflecteixen les pitjors facetes de l'ànima, i és que en efecte, això és el que són, un reflex de la psique de totes les races de la galàxia, una espècie de brou de cultiu on tot pensament negatiu, tot acte reprovable sembla cobrar vida i personalitat pròpia; podria dir-se amb sobrades raons que l'espai del Caos, la disformitat, és l'infern dintre de l'univers de Warhammer, l'origen de tot mal. Però, realment és el Caos l'origen de tot mal? Se sap que en l'època dels Ancestrals no havien sorgit els déus del Caos i les entitats que habitaven la disformitat eren relativament innòcues; només quan es va desenvolupar una sèrie de races capaces de manifestar els seus poders psíquics en la dimensió de la disformitat va ser quan aquesta va començar a convertir-se en el que és actualment. No obstant això, hi ha races que tot el món diria que són dolents (com els orcs) i altres bones (com els marines espacials). NO es pot dir que s'equivoquen perquè, com bé s'ha dit anteriorment, tots lluiten pel seu propi interès, uns més pel "bé suprem" i altres per a ser la millor raça.